# Равијојла Јанковић Рава
Равијојла Јанковић Рава (Осјек, код Сарајева, 28. јун 1919 — Бијела Воде, на Соколца, 3. новембар 1944) била је учесница Народноослободилачке борбе и народни херој Југославије.

## Биографија
Рођена је 28. јуна 1919. године у селу Осјеку, код Сарајева. Одрасла је у родном селу, у сиромашној породици, са сестром и два брата. Због сиромаштва, после основне школе, завршила је само два разреда Грађанске школе. Имала је велику жељу да настави школовање и успела је да се упише у Домаћинску школу у Сарајеву. Као шеснаестогодишња девојка, 1935. године, укључила се у револуционарни омладински покрет. Непосредно пред рат, настанила се код рођака на Алипашином Мосту, где је наставила револуционарну активност.
После окупације Краљевине Југославије и успостављања Независне Државе Хрватске, усташе су запазиле њену активност. По партијском савету пребацила се у родно село, а одатле је убрзо отишла на Игман, у тек формирану Семизовачку партизанску чету Партизански одреда Звијезда.
Када је, 9. новембра 1941. године, више од 4.000 непријатељских војника напало на партизанске положаје на Паљеву, које је држало 120 бораца Семизовачке партизанске чете, Рава је јуришала заједно с борцима Глише Јанковића, народног хероја. Тада су уништена два немачка тенка. Истог месеца постала је борац Височке партизанске чете Варешког батаљона. У јуришу њене чете на непријатељске бункере око железничке станице Пајтов Хан, 10. децембра, погинуло је шест партизана из њеног вода и четрдесетак непријатељских војника. Била је једина жена из Одреда која је добровољно ступила у Први источнобосански ударни батаљон, марта 1942. године.
У време другог марша овог батаљона на Озрен, поднела је све тешкоће. У току тог покрета, у борби код Олова, изнела је рањеног друга испред бункера. Истакла се и у нападу на Власеницу. Била је чувена не само као бомбаш, него и као болничар. У октобру 1942, део Шесте источнобосанске бригаде прешао је из Босне у Срем. У нападу на усташко упориште, код села Врбањи, Рава је из борбе износила мртве и рањене борце, излажући се непријатељској ватри. Тада је примљена у чланство Комунистичке партије Југославије (КПЈ).
Истакла се и приликом борби за ослобођење Тузле, октобра 1943. године. Крајем октобра 1943. године, постала је референт Санитета у Деветнаестој бригади. Иако је боловала од тифуса, учествовала је, по највећој хладноћи, са температуром, јануара 1944, у 40-сатном маршу од Соколовића за Фочу и натраг. Крајем исте године пребачена је у Штаб Седамнаесте источнобосанске дивизије.
Погинула је 3. новембра 1944. године, код Бијелих вода на Романији, када су се усташе, привукле партизанима на стотињак метара и отвориле ватру.
Указом Президијума Народне скупштине ФНР Југославије 20. децембра 1951. проглашена је за народног хероја.
Сахрањена је у Гробници народних хероја у спомен-парку Враца, на Требевићу, код Сарајева, а једна улица у Сарајеву носи њено име.

## Галерија
- Споменик Рави Јанковић на згради ВМЦ „Славија” у Београду.